# Polska na Letnich Igrzyskach Paraolimpijskich 2008
Polska wystawiła zawodników do jedenastu dyscyplin: jeździectwo (1), kolarstwo (3+3 pilotów), lekkoatletyka (29), łucznictwo (7), pływanie (12), podnoszenie ciężarów (10), strzelectwo (5), szermierka (7), tenis (4), tenis stołowy (10), wioślarstwo (3).

## Zdobyte medale

### Złote
- Joanna Mendak – pływanie – 100m stylem motylkowym kobiet – S12 (9 września)
- Natalia Partyka – tenis stołowy – gra pojedyncza kobiet – klasa 10. (10 września)
- Andrzej Zając i Dariusz Flak (pilot) – kolarstwo szosowe – wyścig ze startu wspólnego – B&VI 1-3 (14 września)
- Katarzyna Pawlik – pływanie – 400m stylem dowolnym kobiet – S10 (15 września)
- Marcin Awiżeń – lekkoatletyka – 800m mężczyzn – T46 (15 września)

### Srebrne
- Paweł Piotrowski – lekkoatletyka – rzut oszczepem mężczyzn – F35/36 (8 września)
- Justyna Kozdryk – podnoszenie ciężarów – trójbój siłowy kobiet – kat. do 44kg (9 września)
- Katarzyna Pawlik – pływanie – 100m stylem dowolnym kobiet – S10 (9 września)
- Katarzyna Pawlik – pływanie – 50m stylem dowolnym kobiet – S10 (14 września)
- Paulina Woźniak – pływanie – 100m stylem klasycznym kobiet – SB8 (9 września)
- Joanna Mendak – pływanie – 200m stylem zmiennym kobiet – SM12 (10 września)
- Piotr Grudzień – tenis stołowy – gra pojedyncza mężczyzn – klasa 8. (11 września)
- Alicja Fiodorow – lekkoatletyka – 200m kobiet – T46 (12 września)
- Damian Pietrasik – pływanie – 100m stylem grzbietowym mężczyzn – S11 (13 września)
- Tomasz Blatkiewicz – lekkoatletyka – pchnięcie kulą mężczyzn – F37/38 (13 września)
- Małgorzata Grzelak, Natalia Partyka, Katarzyna Pitry – tenis stołowy – gra drużynowa kobiet – klasy 6-10 (15 września)
- Krzysztof Smorszczewski – lekkoatletyka – pchnięcie kulą mężczyzn – F55/56 (15 września)

### Brązowe
- Ewa Zielińska – lekkoatletyka – skok w dal kobiet – F42 (8 września)
- Alicja Fiodorow – lekkoatletyka – 100m kobiet – T46 (10 września)
- Mirosław Pych – lekkoatletyka – rzut oszczepem mężczyzn – F11/12 (10 września)
- Renata Chilewska – lekkoatletyka – rzut oszczepem kobiet – F35-38 (10 września)
- Renata Chilewska – lekkoatletyka – pchnięcie kulą kobiet – F35/36 (12 września)
- Katarzyna Pawlik – pływanie – 200m stylem zmiennym kobiet – SM10 (11 września)
- Joanna Mendak – pływanie – 100m stylem dowolnym kobiet – S12 (12 września)
- Krzysztof Kosikowski i Artur Korc (pilot) – kolarstwo szosowe – indywidualna jazda na czas – B&VI 1-3 (12 września)
- Grzegorz Polkowski – pływanie – 100m stylem dowolnym mężczyzn – S11 (12 września)
- Dariusz Pender – szermierka na wózkach – floret indywidualnie – kat. A (14 września)
- Paweł Piotrowski – lekkoatletyka – pchnięcie kulą mężczyzn – F35/36 (14 września)
- Ryszard Rogala – podnoszenie ciężarów – trójbój siłowy mężczyzn – kat. do 90kg (15 września)
- Radosław Stańczuk – szermierka na wózkach – szpada indywidualnie – kat. A (15 września)

## Reprezentanci

### Jeździectwo
- Patrycja Gepner

### Kolarstwo
- Wioleta Ostrowska - pilot
- Artur Korc - pilot –  brązowy medal – indywidualna jazda na czas – B&VI 1-3 (jako pilot Krzysztofa Kosikowskiego)
- Dariusz Flak - pilot –  złoty medal – wyścig ze startu wspólnego – B&VI 1-3 (jako pilot Andrzeja Zająca)
- Ewa Wiśniewska
- Krzysztof Kosikowski –  brązowy medal – indywidualna jazda na czas – B&VI 1-3 (razem z pilotem Arturem Korcem)
- Andrzej Zając –  złoty medal – wyścig ze startu wspólnego – B&VI 1-3 (razem z pilotem Dariusza Flaka)

### Lekkotletyka
- Renata Chilewska

–  brązowy medal – rzut oszczepem, kat. F35-38
–  brązowy medal – pchnięcie kulą, kat. F35/36
- Alicja Fiodorow

–  srebrny medal – 200m, kat. T46
–  brązowy medal – 100m, kat. T46
- Natalia Jasińska
- Marta Langner
- Anna Mayer
- Katarzyna Piekart
- Anna Raszczuk
- Ewa Zielińska –  brązowy medal – skok w dal, kat. F42
- Marcin Awiżeń –  złoty medal – 800m; kat. T46
- Tomasz Blatkiewicz –  srebrny medal – pchnięcie kulą, kat. F37/38
- Tomasz Chmurzyński
- Robert Chyra
- Leszek Ćmikiewicz
- Wojciech Gołaski
- Tomasz Hamerlak
- Łukasz Kałuziak
- Karol Kozuń
- Łukasz Labuch
- Mateusz Michalski
- Marcin Mielczarek
- Paweł Piotrowski

–  srebrny medal – rzut oszczepem, kat. F35/36
–  brązowy medal – pchnięcie kulą, kat. F35/36
- Robert Plichta
- Mirosław Pych –  brązowy medal – rzut oszczepem, kat. F11/12
- Jakub Rega
- Janusz Rokicki
- Robert Rumanowski
- Krzysztof Smorszczewski –  srebrny medal – pchnięcie kulą mężczyzn; F55/56
- Mariusz Tubielewicz
- Daniel Woźniak

### Łucznictwo
- Alicja Bukańska
- Małgorzata Olejnik
- Wiesława Wolak
- Janusz Bułyk
- Tomasz Leżański
- Ryszard Olejnik
- Piotr Sawicki

### Pływanie
- Karolina Hamer
- Patrycja Harajda
- Joanna Mendak

–  złoty medal – 100m stylem motylkowym kobiet, kat. S12
–  srebrny medal – 200m stylem zmiennym kobiet, kat. SM12
–  brązowy medal – 100m stylem dowolnym kobiet; kat. S12
- Anna Omielan
- Katarzyna Pawlik

–  złoty medal – 400m stylem dowolnym kobiet; kat. S10
–  srebrny medal – 100m stylem dowolnym kobiet; kat. S10
–  srebrny medal – 50m stylem dowolnym kobiet; kat. S10
–  brązowy medal – 200m stylem zmiennym kobiet, kat. SM10
- Paulina Woźniak –  srebrny medal – 100m stylem klasycznym kobiet; kat. SB8
- Mateusz Michalski
- Robert Musiorski
- Krzysztof Paterka
- Damian Pietrasik –  srebrny medal – 100m stylem grzbietowym mężczyzn; kat. S11
- Grzegorz Polkowski –  brązowy medal – 100m stylem dowolnym mężczyzn; kat. S11
- Marcin Ryszka

### Podnoszenie ciężarów
- Justyna Kozdryk –  srebrny medal – trójbój siłowy; kat. do 44kg
- Emilia Lipowska
- Marzena Łazarz
- Kamila Rusielewicz
- Damian Kulig
- Rafał Roch
- Ryszard Rogala –  brązowy medal – trójbój siłowy mężczyzn; kat. do 90kg
- Sławomir Szymański
- Piotr Szymeczek
- Mariusz Tomczyk

### Strzelectwo
- Jolanta Szulc
- Waldemar Andruszkiewicz
- Wojciech Kosowski
- Sławomir Okoniewski
- Filip Rodzik

### Szermierka
- Dagmara Witos-Eze
- Piotr Czop
- Stefan Makowski
- Dariusz Pender –  brązowy medal – floret indywidualnie, kat. A
- Grzegorz Pluta
- Radosław Stańczuk –  brązowy medal – szpada indywidualnie, kat. A
- Zbigniew Wyganowski

### Tenis
- Agnieszka Bartczak
- Albin Batycki
- Piotr Jaroszewski
- Tadeusz Kruszelnicki

### Tenis stołowy
- Barbara Barszcz
- Małgorzata Grzelak –  srebrny medal – gra drużynowa kobiet; klasy 6-10 (wspólnie z Katarzyną Pitry i Natalią Partyką)
- Natalia Partyka

–  złoty medal – gra pojedyncza kobiet; klasa 10.
–  srebrny medal – gra drużynowa kobiet; klasy 6-10 (wspólnie z Małgorzatą Grzelak i Katarzyną Pitry)
- Katarzyna Pitry –  srebrny medal – gra drużynowa kobiet; klasy 6-10 (wspólnie z Małgorzatą Grzelak i Natalią Partyką)
- Mirosława Roźmiej
- Piotr Grudzień –  srebrny medal – gra pojedyncza mężczyzn; klasa 8.
- Adam Jurasz
- Mirosław Kowalski
- Sebastian Powroźniak
- Marcin Skrzynecki

### Wioślarstwo
- Jolanta Pawlak
- Martyna Snopek
- Piotr Majka

Na podstawie oficjalnej listy polskich medalistów LIP Pekin 2008